# Dendrochilum quinquangulare
Dendrochilum quinquangulare är en orkidéart som beskrevs av Johannes Jacobus Smith. Dendrochilum quinquangulare ingår i släktet Dendrochilum och familjen orkidéer.
Artens utbredningsområde är Sumatera. Inga underarter finns listade i Catalogue of Life.